# Nansa (pesca)

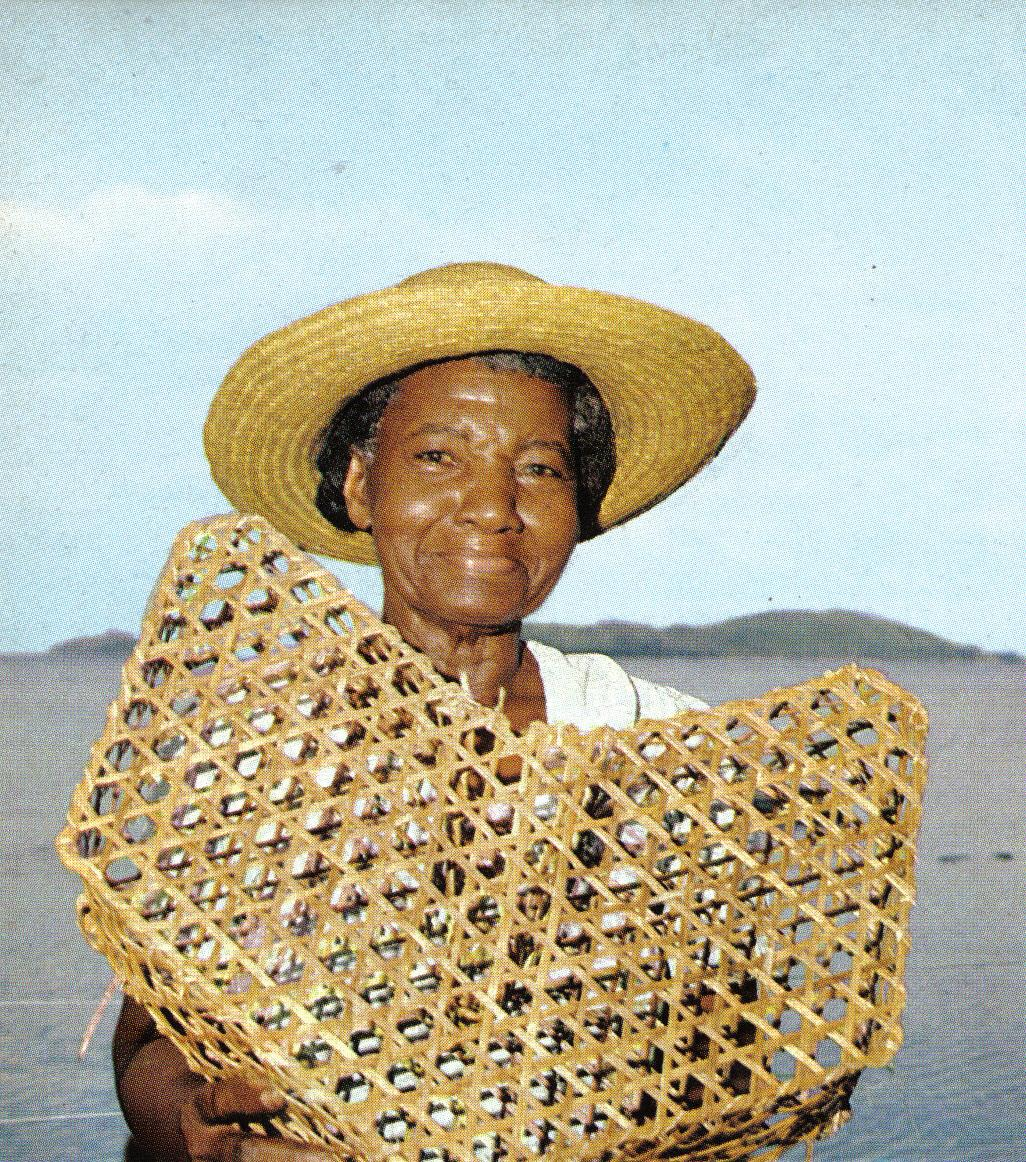
Nansa trenada de Seychelles

Una nansa és un antic parany de pesca. Encara s'utilitza en la pesca artesanal, n'hi ha de diversos tipus, depenent de la zona i el tipus de presa. Els dos tipus principals de nansa són: de campana  i de barril. Tots dos es basen en un coll d'ampolla d'entrada que obliga els peixos, atrets per l'esquer, obligant a passar pels bucles per entrar. D'aquesta manera, la presa no és capaç de sortir del parany. Les nanses se situen generalment al capvespre i es recullen al matí per substituir l'esquer i recuperar el peix atrapat.

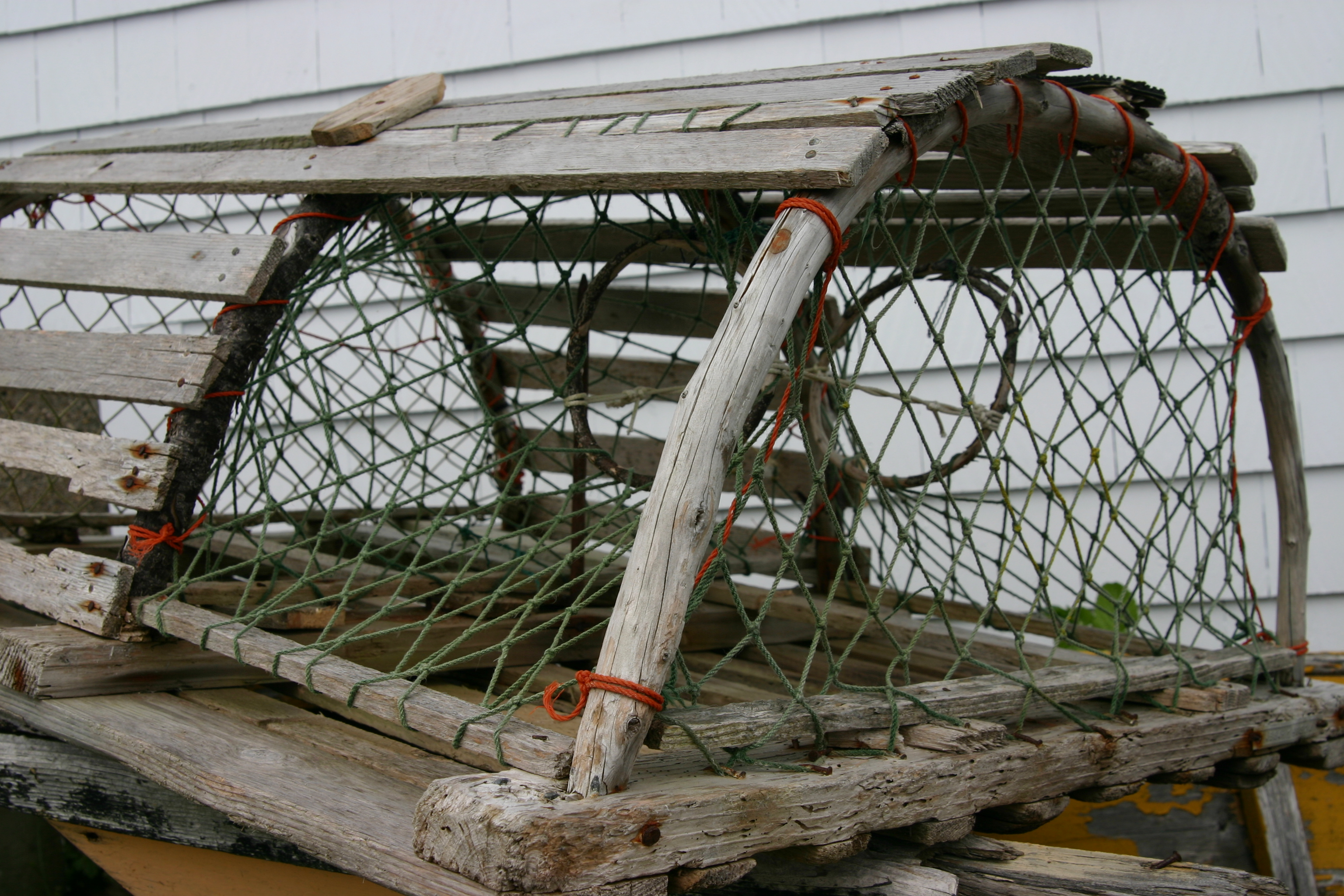
Nansa de llagosta